# Ed Wood
Ed Wood, właśc. Edward Davis Wood, Jr. (ur. 10 października 1924 w Poughkeepsie, zm. 10 grudnia 1978 w Los Angeles) – amerykański reżyser, aktor, scenarzysta, montażysta i producent filmowy.
W latach 50. XX wieku jako producent niezależny stworzył szereg filmów niskobudżetowych. Produkował horrory, filmy science fiction, oraz westerny. Jego kariera szybko się zakończyła i przyniosła mu komercyjną porażkę. Aby się utrzymać pod koniec życia, zajął się produkcją filmów pornograficznych oraz pisaniem do czasopism publikujących historie kryminalne oraz horrory.
Sława Wooda zaczęła się dwa lata po śmierci, kiedy otrzymał Nagrodę Złotego Indyka dla najgorszego reżysera wszech czasów. Całkowity brak zdolności do stworzenia sensownego filmu doprowadził do popularności filmów Wooda. Po publikacji książki Rudolpha Greya Koszmar i ekstaza (ang. Nightmare of Ecstasy) produkcje Wooda zyskały na uznaniu, ponieważ miały w sobie coś wyróżniającego się. Ekscentryczny twórca filmowy mimo braku zdolności niezwykle kochał pracę w fabryce snów. Biograficzny film Tima Burtona Ed Wood, z Johnnym Deppem w roli tytułowej, przyczynił się do wzrostu popularności filmów Wooda.

## Życiorys

### Młodość
Ojciec Wooda, Edward Wood Sr., pracował na poczcie. Rodzina Woodów często przeprowadzała się, krążąc po całej Ameryce. Dom udało im się znaleźć w mieście Poughkeepsie w stanie Nowy Jork, gdzie Edward Wood Jr. przyszedł na świat.
W dzieciństwie Wood interesował się odgrywaniem ról oraz popularnymi czasopismami publikującymi opowiadania fantastyczne (ang. pulp magazine). Zbierał komiksy i czasopisma. Kochał filmy, a jego ulubione produkcje opowiadały historie o kowbojach, albo przedstawiały bohaterów walczących z wyznawcami mrocznych kultów. Wood często wagarował, spędzając czas przeznaczony na szkołę w kinie. Zbierał stare plakaty filmowe wyrzucane przez pracowników kina.
Istnieją relacje, według których przed dwunastym rokiem życia matka Lillian czasami ubierała chłopca w stroje dla dziewczynek, bo chciała mieć córkę. Wood jako dorosły był heteroseksualnym transwestytą.
Pierwszą płatną pracę podjął w kinie, gdzie pomagał widzom zająć właściwe miejsca. Założył z kolegami zespół muzyczny Eddie Wood’s Little Splinters, w którym grał na perkusji oraz śpiewał. Grywał też czasami na różnych instrumentach strunowych. Wood pierwszą kamerę filmową otrzymał na 17. urodziny. Jedno z pierwszych ujęć, które nakręcił, przedstawiało katastrofę samolotu. Mając siedemnaście lat kilka miesięcy po japońskim ataku na Pearl Harbor wstąpił do marines.
Jego fascynacja egzotyką oraz odmiennością skłoniły Wooda do podjęcia pracy wśród cyrkowców. Brakujące zęby, rana nogi (rany wojenne) oraz zdolności aktorskie pozwoliły mu na wcielanie się w role cyrkowych dziwolągów. Grał między innymi kobietę z brodą używając przy tym sztucznych piersi. Cyrk stał się potem elementem wielu opowiadań oraz filmów Wooda, między innymi powieści Killer in Drag. W młodości Wood nie stronił od narkotyków, alkoholu i kobiet.

### Filmy
Wood w jednym z wywiadów stwierdził, że:
„Jeżeli chcecie mnie poznać, obejrzyjcie film Glen czy Glenda (ang. Glen or Glenda). To ja, to niewątpliwie moja historia. Ale moją dumą i radością jest Plan dziewięć z kosmosu (ang. Plan 9 from Outer Space). Użyliśmy w nim dekli od kół Cadillaca jako latających talerzy.”
Filmy Wooda były zawsze niskobudżetowe, ale nie jest prawdą, że używał dekli jako latających talerzy w zdjęciach do filmu Plan 9 z przestrzeni kosmicznej (ang. Plan 9 from Outer Space). W rzeczywistości użyto tanich zabawkowych modeli dla dzieci. Wood wymyślił tę historię o deklach, bo dobrze brzmiała w czasie wywiadów. Ośmiornica w filmie Narzeczona potwora (ang. Bride of the Monster) miała zostać wyposażona w silnik, aby stworzyć efekt uderzeń powalających człowieka na ziemię. Jednak silnik nie został na czas dostarczony, więc aktor tarzał się walcząc z gumową macką, aby udawać, że go atakuje. Sama ośmiornica została ciemną nocą skradziona przez ekipę Wooda z wytwórni Republic Studios, a przed kręceniem ujęć urwała się jej jedna z macek.
Inspiracją dla Wooda był Orson Welles, którego podziwiał za ambicję oraz pasję dla sztuki filmowej. Wood szczycił się, że on podobnie jak Welles był zarówno scenarzystą, reżyserem, aktorem, jak i producentem biorącym udział w tworzeniu jednego filmu. Jednak w rzeczywistości wszechstronność Wooda była wymuszona przez niski budżet i brak czasu. W filmie biograficznym Burtona Wood spotyka Wellsa, ale w rzeczywistości ich drogi nigdy się nie przecięły.
W czasach Wooda większość reżyserów kręciła jedną scenę w ciągu jednego dnia pracy. Współczesne produkcje wymagają niekiedy kilku dni pracy całej ekipy, aby jedno ujęcie spełniło wymogi reżysera. Wood w ciągu jednego dnia potrafił nakręcić 30 scen. Powtarzał tylko ujęcia zawierające najpoważniejsze błędy.
Wood zebrał wokół siebie małą grupę gwiazd, których sława już dawno przygasła. Najsłynniejszy był Bela Lugosi – aktor, którego kreacja stała się pierwowzorem wampira we współczesnej kulturze masowej. Największą sławę Lugosi przyniósł film Toda Browninga Dracula z 1931 oraz Biały zombi (ang. White Zombie) czy Wystraszony na śmierć (ang. Scared to Death). Jednak potem horrory straciły na popularności. Lugosi popadł w alkoholizm oraz uzależnił się od morfiny. W latach 50. XX wieku Lugosi nawiązał współpracę z Woodem. Wystąpił w Glen lub Glenda, Narzeczona potwora oraz Plan 9. Syn Lugosiego stwierdził potem, że Wood wykorzystał dawną sławę słynnego odtwórcy roli wampira z Transylwanii, bo aktor znalazł się w ciężkiej sytuacji materialnej. Jednak większość dokumentów oraz wywiadów zawartych w książce Koszmar i ekstaza wskazuje na przyjazne stosunki między Woodem i Lugosim. Najgorszy reżyser wszech czasów wspierał swoją gwiazdę w okresach najgłębszej depresji i pomagał mu walczyć z nałogami.
W filmach Wooda występowało wielu aktorów, którym nie udało się zrobić wielkiej kariery. Byli to Kenne Duncan, Lyle Talbot, Conrad Brooks, Duke Moore i Timothy Farrell, Bunny Breckinridge, Jeron Criswell King, szwedzki zapaśnik Tor Johnson. Jedną z bardziej egzotycznych postaci była Maila Nurmi, która wcielała się w telewizji w rolę Vampiry prowadzącej program poświęcony horrorom. Po zdjęciu z anteny nawiązała współpracę z Woodem i wystąpiła w Planie 9.
„Cyrkowa trupa dziwolągów” Wooda występowała zwykle w filmach w całkowicie przypadkowym porządku. W Planie 9 podczas inwazji kosmitów ożywiających ciała zmarłych bez widocznego powodu pojawiała się postać wampirzycy. W na wpół dokumentalnym Glenie lub Glendzie, dotyczącym transseksualizmu, Wood umieścił Lugosiego jako szalonego naukowca, nie wiążąc go w żaden sposób z całą fabułą.
Wood poszukiwał niekiedy inwestorów dla swoich produkcji w bardzo egzotycznych kręgach. Produkcja Planu 9 została w sporej części sfinansowana z pieniędzy kościoła baptystów. Poglądy religijne inwestorów zmusiły Wooda do ochrzczenia całej ekipy. Wood początkowo chciał nadać filmowi tytuł Rabusie grobów z przestrzeni kosmicznej (ang. Grave Robbers from Outer Space), ostateczna wersja została narzucona przez przedstawicieli kościoła. Wood uznał potem podobne zmiany za przyczynę komercyjnej klęski jego filmu.
Wood miał skłonność do przebierania się w białe damskie sweterki z angory, które wielokrotnie pojawiały się w jego filmach (najbardziej widoczne są w Glen lub Glenda). Według Kathy O’Hara, fascynacja Wooda damskim swetrem wynikała bardziej z potrzeby matczynego ciepła, niż z problemów z określeniem własnej przynależności seksualnej.

### Wood jako pisarz
Wood napisał sporą liczbę historii kryminalnych, pornograficznych oraz horrorów, które publikowano w tanich czasopismach popularnych na rynku amerykańskim (ang. pulp magazine). Nierzadko pomysły z filmów stawały się częścią historii opisanej w kolejnym opowiadaniu i na odwrót. Klapa finansowa filmów Wooda spowodowała, że pisanie stało się dla niego głównym źródłem dochodów.
Jednym z motywów, który łączy wiele opowiadań Wooda są postacie transwestytów.
Historie podążają w całkowicie niespodziewanym kierunku, tak jakby Wood nigdy nie planował, co właściwie napisze. Zgodne z opisami Wooda, zawartymi w Koszmarze i ekstazie, miał on zwyczaj równoczesnego pracowania nad kilkoma projektami podczas oglądania telewizji i rozmów z przyjaciółmi. W książce Wooda Wyścig szczurów w Hollywood (ang. Hollywood Rat Race), najgorszy reżyser wszech czasów stwierdził, radząc młodym pisarzom, aby po prostu ciągle pisali. Nawet jeżeli historia staje się gorsza, ty stajesz się lepszy (just keep on writing. Even if your story gets worse, you’ll get better.)
Najbardziej znane filmy Wooda z lat 50. nie zawierały wielu elementów pełnych seksu lub przemocy. Jednak niektóre opowiadania Wooda takie jak Zgwałcona w trawie (ang. Raped in the Grass), Perwerci (ang. The Perverts) czy Toni: Czarna tygrysica (ang. Toni: Black Tigress), mogą się wydawać szokujące dla większości czytelników. Nawiązują do przemocy, rasizmu, przestępczości nieletnich oraz subkultury narkomanów.
Niektóre książki Wooda nie zostały opublikowane za jego życia. Wyścig szczurów w Hollywood został wydany dopiero w roku 1998. Książka stanowi swoiste połączenie porad dla młodych twórców filmowcy ze wspomnieniami Wooda. Niektóre zawarte w niej fragmenty dotyczące Wooda i Lugosiego są fikcyjne.

### Ostatnie lata życia
W ostatnich latach życia Wood miał poważne problemy finansowe i znalazł się na łasce producentów oraz reżyserów filmowych cieszących się lepszym wzięciem. Aby związać koniec z końcem podejmował się realizacji całego scenariusza filmowego, za gażę mniejszą niż 100 dolarów. Cały jego dobytek mieścił się w jednej skórzanej walizce. Zajął się reżyserowaniem filmów pornograficznych, a potem trudna sytuacja zmusiła go do występowania w podobnych produkcjach. W latach 70. pracował jak współautor scenariuszy albo asystent reżysera.
Trudności finansowe pogłębiły problemy psychiczne Wooda, którego dręczyła depresja. Zaczął popadać w coraz większy alkoholizm. Wraz z żoną Kathy musieli wyprowadzić się z Hollywood i zamieszkali w domku letniskowym należącym do przyjaciela, Petera Coe. Wood zmarł oglądając mecz futbolu amerykańskiego w piwnicy należącej do Coe. Dostał ataku serca i zaczął wzywać pomocy. Nierzadko zdarzało mu się awanturować po pijanemu, więc nikt nie zwrócił uwagi na jego agonię. Po 90 minutach żona znalazła na dole martwe ciało Wooda. Kathy nigdy nie wyszła potem powtórnie za mąż. Zmarła 26 czerwca 2006 roku.

## Pośmiertna sława
Miłośnicy kiczu oraz filmowej tandety uznali Wooda za jednego z najgorszych reżyserów wszech czasów. Pośmiertna sława rozpoczęła się dwa lata po śmierci Wooda, kiedy jego „arcydzieła” zostały opisane w książce Nagrody złotego indyka (ang. The Golden Turkey Awards). Jej autorzy Michael i Harry Medved podjęli próbę wyróżnienia najgorszych filmów w historii kina. Medved uznali Wooda za najgorszego reżysera. W głosowaniu czytelników film Plan 9 wygrał plebiscyt na najgorszy film.
Wielu miłośników kina klasy B wskazuje na wiele znacznie bardziej niedoskonałych produkcji, które „wygrywają” z filmem Wooda pod każdym względem. Autor eseju Niesamowicie dziwne filmy Jim Morton stwierdził:

Jako ekscentryk i indywidualista, Edward D. Wood Jr. był człowiekiem urodzonym dla filmu. Człowiek mniejszego ducha, jeżeli okoliczności zmusiłby go do robienia filmów w warunkach, jakie miał Wood, dawno złożyłby ręce w geście porażki

W roku 1994 Tim Burton nakręcił biograficzny film Ed Wood, w którym opisał historię powstania trzech filmów Wooda: Glen lub Glenda, Narzeczona potwora oraz Plan 9. W postać najgorszego filmowca wszech czasów wcielił się Johnny Depp, a Lugosi był grany przez Martina Landau (który otrzymał za tę rolę Oscara). Początkowo film miał zostać nakręcony w Paramount Pictures, ale wytwórnia uznała, że nie zarobi na nim dość pieniędzy. Managerów zraził do pomysłu Burtona jego styl. Ed Wood miał zostać sfilmowany w konwencji czarno-białej. Ostatecznie film zrealizowano w wytwórni Walt Disney Pictures. Krytycy przyjęli bardzo pozytywnie historię Wooda, ale projekt okazał się finansową klapą w kinach. Zyski przyniosła dopiero sprzedaż kaset oraz płyt z filmem, który stał się modny w wąskim środowisku fanów.